# Telamonia trinotata
Telamonia trinotata är en spindelart som beskrevs av Simon 1903. Telamonia trinotata ingår i släktet Telamonia och familjen hoppspindlar. Inga underarter finns listade i Catalogue of Life.